# Брезовець-при-Полю
Брезовець-при-Полю (словен. Brezovec pri Polju) — поселення в общині Подчетртек, Савинський регіон, Словенія. Висота над рівнем моря: 345,3 м.